# Juan López-Morillas
Juan López-Morillas (Jódar, Jaén, 11 de agosto de 1913-Austin, Texas, 21 de marzo de 1997),fue un hispanista y profesor español de literatura española y literatura comparada en Brown University y en la Universidad de Texas en Austin. Su especialidad era el pensamiento liberal español desde la segunda mitad del siglo xix —Julián Sanz del Río y el krausismo— hasta la guerra civil española. También se distinguió por sus traducciones de novelistas rusos.

## Biografía
López-Morillas nació en 1913 en Jódar, Jaén —donde un IES ostenta su nombre—. Inicia sus estudios en su localidad natal, trasladándose a Madrid, donde se inscribe para continuar su formación de bachillerato, desde 1924 a 1929, en el Instituto San Isidro. En 1934 obtiene el título de licenciado en derecho por la Universidad Complutense de Madrid. Inicia a continuación sus estudios lingüísticos, no sólo en las lenguas románicas sino también en las eslavas orientales, como el ruso, lengua que llegó a dominar. Con el estallido de la guerra civil en 1936, por azar se encontraba por motivos académicos en Colombia. Decidió no volver a España, cuyo suelo no pisaría por muchos años —«Con Franco, ¿quién podría volver a España?»—; determinó entonces establecerse en los Estados Unidos, cuya ciudadanía consiguió.
Comenzó sus estudios universitarios de lengua y literatura en la Universidad de Iowa, bajo la tutela del también hispanista Erwin Kempton Mapes. Se casó en 1937 con una hija de éste, Frances Mapes —estudiosa de la misma materia—, quien llegó a ser una importante traductora del español al inglés. Acabó su doctorado en 1940, y se quedó en la misma universidad como profesor adjunto hasta 1943, de donde fue 'sacado' por el hispanista liberal Edwin Fichter para enseñar en la Universidad Brown. En Brown escribiría sus estudios del pensamiento español. Ejerció como jefe —«chairman»— del Departamento de Español e Italiano de 1960 a 1967, y gracias en gran parte a sus esfuerzos se estableció en Brown un departamento y un programa de literatura comparada. De 1967 a 1973 sirvió como Alumni/Alumnae Chair of Hispanic Studies and Comparative Literature, y durante cinco años más ocupó la cátedra «Chair» William Kenan, Jr. 
Daniel Eisenberg, William Iffland, Nelson Orringer y varios otros hispanistas doctorandos fueron estudiantes suyos.
En 1978, llegado a los 65 años, tuvo que jubilarse de Brown. Pero aceptó una invitación de la Universidad de Texas en Austin para ocupar la cátedra Ashbel Smith Professor of Spanish, y se quedó allí hasta jubilarse de nuevo en 1989. Durante ese periodo, se dedicó a traducir al español a los grandes novelistas rusos del siglo xix, mientras su mujer tradujo al inglés obras de Pérez Galdós, Camilo José Cela, Miguel Delibes y Jorge Luis Borges. 
López-Morillas, frecuente congresista y viajero, estuvo coronado de honores académicos. Disfrutó de una Beca Guggenheim en 1950-1951, otra de la American Philosophical Society en 1954, y obtuvo un insólita segunda Beca Guggenheim en 1957-1958 y otra de la American Council of Learned Societies en 1974. Fue profesor visitante en varias universidades: Virginia, Harvard (1947 y 1959), Southern California, Duke, Middlebury, Trinity College en Oxford y Pittsburgh. Fue miembro del consejo de varias revistas eruditas y del comité ejecutivo de la Modern Language Association of America. Fue uno de los fundadores de la Asociación Internacional de Hispanistas en 1965, de la cual fue vicepresidente (1965-1971) y presidente (1980-1983). 
Fue nombrado caballero de la Orden de Isabel la Católica por su papel en la difusión de la cultura española en el mundo. Sus estudiantes y amigos académicos le dedicaron un volumen-homenaje: Homenaje a Juan López-Morillas: De Cadalso a Aleixandre. Estudios sobre literatura e historia intelectual española (1982). En 1987 fue nombrado Académico Correspondiente de la Real Academia Española.

## Trabajo intelectual
López-Morillas se consideraba discípulo de Ortega y Gasset. El trabajo intelectual de López-Morillas se centró en el krausismo, movimiento para la renovación intelectual y moral de España surgido en los años 1840 con Julián Sanz del Río, quien lo trajo a España de Alemania. Su primer libro fue El krausismo español: perfil de una aventura intelectual, publicado en México en 1956 (hubiera sido imposible publicarlo en España), traducido al inglés por la esposa del autor y publicado por Cambridge University Press en 1981 con el título The Krausist Movement and Ideological Change in Spain, 1854-1874; siguió una segunda edición revisada en Madrid en 1980. Posteriormente, publicó una monografía sobre Francisco Giner de los Ríos, discípulo de Julián Sanz del Río y fundador de la Institución Libre de Enseñanza: Racionalismo pragmático: el pensamiento de Francisco Giner de los Ríos, Madrid, Alianza Editorial, 1988. López-Morillas fue ante todo un historiador del pensamiento del período que se encuentra a caballo entre los siglos xix y siglo xx, de todas aquellas voces y autores que pidieron la renovación del país, cuyo 'fracaso' —la palabra es de López-Morillas— fue la guerra civil.

## Traducciones del ruso
Los últimos años de López-Morillas los dedicó a traducciones de autores rusos: Dostoyevski, Tolstói, Turguénev, Chéjov y otros, más de 20 tomos, muchos traducidos por primera vez directamente del ruso al español.

## Obras
- El krausismo español: perfil de una aventura intelectual. México, Fondo de Cultura Económica, 1956. 2ª ed. revisada, 1980, ISBN 843750175X.
- Intelectuales y espirituales: Unamuno, Machado, Ortega, Lorca, Marías. Madrid, Revista de Occidente, 1961. ("Diez estudios publicados, entre 1947 y 1959, en revistas de España, Méjico y los Estados Unidos.")
- Ensayos de Francisco Giner de los Ríos. Selección, edición y prólogo de Juan López-Morillas. Madrid, Alianza, 1969, 2ª ed., 1973, ISBN 8420611875.
- Hacia el 98: literatura, sociedad, ideología. Esplugues de Llobregat, Ariel, 1972.
- Krausismo: estética y literatura (editor). Barcelona, Labor, 1973, 2ª ed., Barcelona, Lumen, 1990, ISBN 8426423612.
- Racionalismo pragmático: el pensamiento de Francisco Giner de los Ríos. Madrid, Alianza, 1988, ISBN 8420625353.

## Epónimo de centro educativo
- IES Juan López Morillas de Jódar (Jaén)